# Jo Adell
Jo Adell (Shelby, Carolina del Norte, 8 de abril de 1999) es un jugador profesional estadounidense de béisbol que se desempeña en la posición de jardinero derecho en Los Angeles Angels, equipo de las Grandes Ligas de Béisbol (MLB).

## Carrera
Fue seleccionado en la primera ronda en el Draft de la MLB de 2017. En 2020 hizo su debut profesional con el equipo Los Angeles Angels, donde lleva jugando cinco temporadas.